# Зузя
Зузя (вьет. Du Già) — национальный парк на севере Вьетнама.

## Физико-географическая характеристика
Национальный парк расположен на севере страны в провинции Хазянг и включает округа Висуйен, Бакме (юг) и Йенминь (север).
Парк является частью карстового плато Донгван на границе с Китаем общей площадью 2.346 км². Он создан для охраны верховий реки Гам и водной системы вокруг искусственного озера Туйенкуанг. Общая площадь парка составляет более 150 км². Территория парка разделена на две части долиной. Восточная часть парка менее возвышенная, в западной части находится пик Футхака высотой 2275 метров.

## Флора и фауна
35 % территории парка занимают вечнозелёные субтропические леса, широколиственные вечнозелёные леса и полу-вечнозелёные дождевые тропические леса, 45 % парка занято кустарником, ещё 20 % отведено под сельское хозяйство. На территории парка произрастает редкий вид Fokienia hodginsii, кроме того там обитает прекрасный поползень (Sitta formosa).

## Взаимоотношение с человеком
В 2002 году территория получила статус природного заповедника, в 2015 году — национального парка, включив в свой состав территории природоохранной зоны Khau Ca. С 2002 года территория парка и вокруг него входит в список объектов BirdLife International. Здесь проживает около 7300 человек хмонгов, таи, яо и вьетов.
Парк расположен на территории геопарка Донгван, образованного в 2010 году.